# Park Jong-woo
Jong-woo Park (Seongnam, 10 maart 1989) is een Zuid-Koreaans voetballer die als middenvelder speelt voor Guangzhou R&F FC in de Super League.

## Interlandcarrière
Op 16 oktober 2012 debuteerde Park voor Zuid-Korea in een WK-kwalificatiewedstrijd tegen Iran (0–1). In mei 2014 maakte bondscoach Hong Myung-Bo bekend hem mee te zullen nemen naar het wereldkampioenschap in Brazilië.
| Interlands van Jong-woo Park voor Zuid-Korea | Interlands van Jong-woo Park voor Zuid-Korea | Interlands van Jong-woo Park voor Zuid-Korea | Interlands van Jong-woo Park voor Zuid-Korea | Interlands van Jong-woo Park voor Zuid-Korea | Interlands van Jong-woo Park voor Zuid-Korea |
| №                                            | Datum                                        | Wedstrijd                                    | Uitslag                                      | Soort Wedstrijd                              | Doelpunten                                   |
| Als speler bij Busan IPark                   | Als speler bij Busan IPark                   | Als speler bij Busan IPark                   | Als speler bij Busan IPark                   | Als speler bij Busan IPark                   | Als speler bij Busan IPark                   |
| -------------------------------------------- | -------------------------------------------- | -------------------------------------------- | -------------------------------------------- | -------------------------------------------- | -------------------------------------------- |
| 1.                                           | 16 oktober 2012                              | Iran – Zuid-Korea                            | 1 – 0                                        | Kwalificatie WK 2014                         | 0                                            |
| 2.                                           | 14 november 2012                             | Zuid-Korea – Australië                       | 1 – 2                                        | Vriendschappelijk                            | 0                                            |
| 3.                                           | 11 juni 2013                                 | Zuid-Korea – Oezbekistan                     | 1 – 0                                        | Kwalificatie WK 2014                         | 0                                            |
| 4.                                           | 24 juli 2013                                 | Zuid-Korea – China                           | 0 – 0                                        | Vriendschappelijk                            | 0                                            |
| 5.                                           | 10 september 2013                            | Zuid-Korea – Kroatië                         | 1 – 2                                        | Vriendschappelijk                            | 0                                            |
| 6.                                           | 15 oktober 2013                              | Zuid-Korea – Mali                            | 3 – 1                                        | Vriendschappelijk                            | 0                                            |
| 7.                                           | 19 november 2013                             | Rusland – Zuid-Korea                         | 2 – 1                                        | Vriendschappelijk                            | 0                                            |
| Als speler bij Guangzhou R&F FC              |                                              |                                              |                                              |                                              |                                              |
| 8.                                           | 25 januari 2014                              | Costa Rica – Zuid-Korea                      | 0 – 1                                        | Vriendschappelijk                            | 0                                            |
| 9.                                           | 29 januari 2014                              | Mexico – Zuid-Korea                          | 4 – 0                                        | Vriendschappelijk                            | 0                                            |
| 10.                                          | 1 februari 2014                              | Verenigde Staten – Zuid-Korea                | 2 – 0                                        | Vriendschappelijk                            | 0                                            |

## Carrièrestatistieken
| Seizoen                   | Club             | Land       | Competitie   | Wed. | Goals |
| ------------------------- | ---------------- | ---------- | ------------ | ---- | ----- |
| 2010                      | Busan IPark      | Zuid-Korea | K-League     | 12   | 0     |
| 2011                      | Busan IPark      | Zuid-Korea | K-League     | 25   | 2     |
| 2012                      | Busan IPark      | Zuid-Korea | K-League     | 28   | 3     |
| 2013                      | Busan IPark      | Zuid-Korea | K-League     | 31   | 2     |
| 2014                      | Guangzhou R&F FC | China      | Super League | 8    | 0     |
| Totaal                    | Totaal           | Totaal     | Totaal       | 104  | 7     |
| Bijgewerkt tot 9 mei 2014 |                  |            |              |      |       |